# Grand Prix de la Marne 1934
Grand Prix de la Marne 1934 je bila neprvenstvena dirka za Veliko nagrado v sezoni 1934. Odvijala se je 8. julija 1934 na dirkališču Reims-Gueux.

## Poročilo

### Pred dirko
Moštvo Scuderia Ferrari, v postavi Achille Varzi, Guy Moll in Louis Chiron, je veljalo za glavnega favorita, Maseratijevi dirkači pa naj jim na tem hitrem dirkališču ne bi mogli konkurirati. Na dirko je bil prijavljen tudi en dirkalnik moštva Auto Union, toda ni se pojavil na sami dirki.

### Dirka
Na štartu je vodstvo prevzel Varzi, tik za njim pa je bil Tazio Nuvolari, ki je vidno pretiraval, da bi še držal stik s svojim največjim rivalom. Posledično je bil že v osmem krogu na postanku v boksih za menjavo pnevmatik. Tudi drugi Maseratijevi dirkači so bili v težavah, Willard Straight je odstopil že v tretjem krogu med tem, ko so v drugi tretjini odstopili še Nuvolari, ki mu je malo pred tem predrla ena od pnevmatik ravno pred boksi in je moral narediti cel krog po platišču, Raymond Sommer, ki je bil že tako skoraj vsak krog v boksih, Étancelin in Goffredo Zehender. Tako je bil edini Maseratijev dirkač na dirki le še Hugh Hamilton. Luigi Soffietti se je v boksih zavrtel in trčil v Étancelinov dirkalnik, toda lahko je nadaljeval. 
Med postanki v boksih je bodstvo prevzel Chiron, nato pa sta se na prvem mestu izmenjevala z Varzijem, dokler Italijan ni moral na postanek v bokse po nove svečke. Drugo mesto je s tem pripadlo Mollu, Varzi pa je po najhitrejšem krogu na dirki zaradi težav z menjalnikom zapeljal v bokse in dirkalnik predal rezervnemu dirkaču Attiliu Marinoniju, ki je kljub dvema krogoma zaostanka končal na tretjem mestu za novo trojno zmago Ferrarija. Na dan dirke je bilo v Reimsu, ki leži sredi Šampajine, popitih deset tisoč steklenic šampanjca. 

## Rezultati

### Dirka
| Poz | Št | Dirkač                         | Moštvo                | Dirkalnik        | Krogi | Čas/Odstop    | Št. m. |
| --- | -- | ------------------------------ | --------------------- | ---------------- | ----- | ------------- | ------ |
| 1   | 12 | Louis Chiron                   | Scuderia Ferrari      | Alfa Romeo P3    | 64    | 3:25:51,8     | 4      |
| 2   | 16 | Guy Moll                       | Scuderia Ferrari      | Alfa Romeo P3    | 64    | +4:36         | 2      |
| 3   | 14 | Achille Varzi Attilio Marinoni | Scuderia Ferrari      | Alfa Romeo P3    | 62    | +2 kroga      | 1      |
| 4   | 34 | Hugh Hamilton                  | Whitney Straight Ltd. | Maserati 8CM     | 61    | +3 krogi      | 8      |
| 5   | 20 | Earl Howe                      | Privatnik             | Bugatti T51      | 59    | +5 krogov     | 11     |
| 6   | 30 | Luigi Soffietti                | Scuderia Siena        | Alfa Romeo Monza | 59    | +5 krogov     | 9      |
| 7   | 26 | Renato Balestrero              | Gruppo San Giorgio    | Alfa Romeo Monza | 58    | +6 krogov     | 13     |
| Ods | 24 | Goffredo Zehender              | Privatnik             | Maserati 8CM     | 36    |               | 12     |
| Ods | 2  | Philippe Étancelin             | Privatnik             | Maserati 8CM     | 26    | Menjalnik     | 5      |
| Ods | 4  | Raymond Sommer                 | Ecurie Braillard      | Maserati 8CM     | 22    | Izpuh         | 7      |
| Ods | 18 | Tazio Nuvolari                 | Privatnik             | Maserati 8CM     | 21    | Zadnje vpetje | 3      |
| Ods | 28 | Clemente Biondetti             | Gruppo San Giorgio    | Alfa Romeo Monza | ?     |               | 14     |
| Ods | 6  | Robert Brunet                  | Privatnik             | Bugatti T51      | ?     |               | 10     |
| Ods | 32 | Willard Straight               | Whitney Straight Ltd. | Maserati 8CM     | 3     |               | 6      |
| DNA | 8  | Juan Zanelli                   | Privatnik             | Alfa Romeo       |       |               |        |
| DNA | 10 | José María de Villapadierna    | Privatnik             | Maserati         |       |               |        |
| DNA | 22 | ?                              | Auto Union AG         | Auto Union A     |       |               |        |
| DNA | 26 | Rupert Featherstonhaugh        | Whitney Straight Ltd. | Maserati 8CM     |       |               |        |